# Copa América 1983
Copa América 1983 bylo 32. mistrovství pořádané fotbalovou asociací CONMEBOL. Vítězem se stala Uruguayská fotbalová reprezentace.

## Hrací formát
Paraguay byla jako obhájce titulu nasazena přímo do semifinále. Zbylá devítka týmů byla rozlosována do tří skupin po třech týmech. Ve skupinách se utkal dvoukolově každý s každým. Vítězové skupin následně postoupili do semifinále. V semifinále a finále se hrálo systémem doma a venku.

## První fáze

### Skupina A
| Tým       | B | Z | V | R | P | VG | IG |
| --------- | - | - | - | - | - | -- | -- |
| Uruguay   | 6 | 4 | 3 | 0 | 1 | 7  | 4  |
| Chile     | 5 | 4 | 2 | 1 | 1 | 8  | 2  |
| Venezuela | 1 | 4 | 0 | 1 | 3 | 1  | 10 |

| 1. září 1983                  |     |              |                        |
| Uruguay                       | 2:1 | Chile        | Uruguay diváci: 30 000 |
| Acevedo 45' Morena 63' (pen.) |     | Orellana 76' | Uruguay diváci: 30 000 |

| 4. září 1983                              |     |           |                        |
| Uruguay                                   | 3:0 | Venezuela | Uruguay diváci: 60 000 |
| Cabrera 35' Morena 51' (pen.) Luzardo 68' |     |           | Uruguay diváci: 60 000 |

| 8. září 1983                                      |     |           |                      |
| Chile                                             | 5:0 | Venezuela | Chile diváci: 20 000 |
| Arriaza 22' Dubó 25' Aravena 35' 83' Espinoza 51' |     |           | Chile diváci: 20 000 |

| 11. září 1983        |     |         |                      |
| Chile                | 2:0 | Uruguay | Chile diváci: 55 000 |
| Dubó 9' Letelier 80' |     |         | Chile diváci: 55 000 |

| 18. září 1983 |     |                           |                         |
| Venezuela     | 1:2 | Uruguay                   | Venezuela diváci: 3 000 |
| Febles 77'    |     | Santelli 74' Aguilera 87' | Venezuela diváci: 3 000 |

| 21. září 1983 |     |       |                         |
| Venezuela     | 0:0 | Chile | Venezuela diváci: 3 000 |
|               |     |       | Venezuela diváci: 3 000 |

### Skupina B
| Tým       | B | Z | V | R | P | VG | IG |
| --------- | - | - | - | - | - | -- | -- |
| Brazílie  | 5 | 4 | 2 | 1 | 1 | 6  | 1  |
| Argentina | 5 | 4 | 1 | 3 | 0 | 5  | 4  |
| Ekvádor   | 2 | 4 | 0 | 2 | 2 | 4  | 10 |

| 10. srpna 1983       |     |                    |                        |
| Ekvádor              | 2:2 | Argentina          | Ekvádor diváci: 50 000 |
| Vásquez 68' Vega 79' |     | Burruchaga 40' 51' | Ekvádor diváci: 50 000 |

| 17. srpna 1983 |     |                      |                        |
| Ekvádor        | 0:1 | Brazílie             | Ekvádor diváci: 50 000 |
|                |     | Roberto Dinamite 14' | Ekvádor diváci: 50 000 |

| 24. srpna 1983 |     |          |                          |
| Argentina      | 1:0 | Brazílie | Argentina diváci: 70 000 |
| Gareca 55'     |     |          | Argentina diváci: 70 000 |

| 1. září 1983                                                 |     |         |                         |
| Brazílie                                                     | 5:0 | Ekvádor | Brazílie diváci: 35 000 |
| Renato Gaúcho 12' Roberto Dinamite 46' 55' Éder 58' Tita 60' |     |         | Brazílie diváci: 35 000 |

| 7. září 1983                    |     |                            |                          |
| Argentina                       | 2:2 | Ekvádor                    | Argentina diváci: 40 000 |
| Ramos 50' Burruchaga 90' (pen.) |     | Quiñónez 44' Maldonado 90' | Argentina diváci: 40 000 |

| 14. září 1983 |     |           |                         |
| Brazílie      | 0:0 | Argentina | Brazílie diváci: 75 000 |
|               |     |           | Brazílie diváci: 75 000 |

### Skupina C
| Tým      | B | Z | V | R | P | VG | IG |
| -------- | - | - | - | - | - | -- | -- |
| Peru     | 6 | 4 | 2 | 2 | 0 | 6  | 4  |
| Kolumbie | 4 | 4 | 1 | 2 | 1 | 5  | 5  |
| Bolívie  | 2 | 4 | 0 | 2 | 2 | 4  | 6  |

| 14. srpna 1983 |     |                   |                        |
| Bolívie        | 0:1 | Kolumbie          | Bolívie diváci: 40 000 |
|                |     | A. Valderrama 73' | Bolívie diváci: 40 000 |

| 17. srpna 1983 |     |          |                     |
| Peru           | 1:0 | Kolumbie | Peru diváci: 30 000 |
| Navarro 77'    |     |          | Peru diváci: 30 000 |

| 21. srpna 1983 |     |             |                        |
| Bolívie        | 1:1 | Peru        | Bolívie diváci: 45 000 |
| Romero 65'     |     | Navarro 89' | Bolívie diváci: 45 000 |

| 28. srpna 1983          |     |                                    |                         |
| Kolumbie                | 2:2 | Peru                               | Kolumbie diváci: 50 000 |
| Prince 46' Fiorillo 69' |     | Malásquez 25' (pen.) Caballero 85' | Kolumbie diváci: 50 000 |

| 31. srpna 1983                     |     |                      |                         |
| Kolumbie                           | 2:2 | Bolívie              | Kolumbie diváci: 45 000 |
| A. Valderrama 2' Molina 60' (pen.) |     | Melgar 78' Rojas 80' | Kolumbie diváci: 45 000 |

| 4. září 1983            |     |              |                     |
| Peru                    | 2:1 | Bolívie      | Peru diváci: 50 000 |
| Leguía 6' Caballero 21' |     | Paniagua 46' | Peru diváci: 50 000 |

## Play off

### Semifinále
| 13. října 1983 |     |              |                                                               |
| Peru           | 0:1 | Uruguay      | Estadio Nacional, Lima diváci: 28 000 rozhodčí: Vásquez (CHI) |
|                |     | Aguilera 65' | Estadio Nacional, Lima diváci: 28 000 rozhodčí: Vásquez (CHI) |

| 20. října 1983 |     |               |                                                                          |
| Uruguay        | 1:1 | Peru          | Estadio Centenario, Montevideo diváci: 58 000 rozhodčí: Ithurralde (ARG) |
| Cabrera 49'    |     | Malásquez 24' | Estadio Centenario, Montevideo diváci: 58 000 rozhodčí: Ithurralde (ARG) |

 Uruguay zvítězila celkovým skóre 2:1 a postoupila do finále.
| 13. října 1983 |     |          |                                                                      |
| Paraguay       | 1:1 | Brazílie | Defensores del Chaco, Asunción diváci: 55 000 rozhodčí: Castro (CHI) |
| Morel 70'      |     | Éder 88' | Defensores del Chaco, Asunción diváci: 55 000 rozhodčí: Castro (CHI) |

| 20. října 1983 |     |          |                                                                    |
| Brazílie       | 0:0 | Paraguay | Parque de Sabiá, Uberlandia diváci: 75 000 rozhodčí: Poustau (ARG) |
|                |     |          | Parque de Sabiá, Uberlandia diváci: 75 000 rozhodčí: Poustau (ARG) |

Celkové skóre dvojzápasu bylo 1:1. Brazílie postoupila díky hodu mincí.

### Finále
| 27. října 1983            |     |          |                                                                     |
| Uruguay                   | 2:0 | Brazílie | Estadio Centenario, Montevideo diváci: 65 000 rozhodčí: Ortiz (PAR) |
| Francescoli 41' Riogo 80' |     |          | Estadio Centenario, Montevideo diváci: 65 000 rozhodčí: Ortiz (PAR) |

| 4. listopadu 1983 |     |              |                                                                   |
| Brazílie          | 1:1 | Uruguay      | Estádio Fonte Nova, Salvador diváci: 95 000 rozhodčí: Pérez (PER) |
| Jorginho 23'      |     | Aguilera 77' | Estádio Fonte Nova, Salvador diváci: 95 000 rozhodčí: Pérez (PER) |

 Uruguay získala titul díky celkovému vítězství 3:1 (pravidlo venkovních gólů ještě nebylo zavedeno).